# Roelof Nelissen
Pour les articles homonymes, voir Nelissen.
Roelof Johannus Nelissen, né le 4 avril 1931 à Hoofdplaat et mort le 18 juillet 2019 à Hilversum (Pays-Bas), est un cadre associatif et homme politique néerlandais, membre de l'Appel chrétien-démocrate (CDA).

## Biographie
Membre du Parti populaire catholique (KVP), Roelof Nelissen est secrétaire adjoint, puis secrétaire général, de l'Association des petits entrepreneurs catholiques néerlandais (NRKM) entre 1956 et 1968. À partir de juin 1963, il partage cette fonction avec un mandat de député à la Seconde Chambre des États généraux.
Il devient ministre des Affaires économiques dans le cabinet de coalition de centre droit du Premier ministre chrétien-démocrate Piet de Jong le 14 janvier 1970, sept jours après la démission de Leo de Block.
Le 6 juillet 1971, Roelof Nelissen est nommé vice-Premier ministre, ministre des Finances et ministre pour les Affaires du Suriname et des Antilles néerlandaises dans le premier gouvernement de coalition du Premier ministre chrétien-démocrate Barend Biesheuvel. Il cède son poste de ministre des territoires ultramarins à Pierre Lardinois un an plus tard, le 28 janvier 1972. Il est confirmé dans ses autres fonctions lorsque Biesheuvel forme un exécutif temporaire le 9 août suivant.
Réélu député aux élections anticipées qui se tiennent peu après, il se retire de la vie politique en 1973 et rejoint alors le secteur privé. En 1980, il devient membre de l'Appel chrétien-démocrate, qui fusionne les trois partis représentant la démocratie chrétienne néerlandaise.